# День проголошення Італійської Республіки

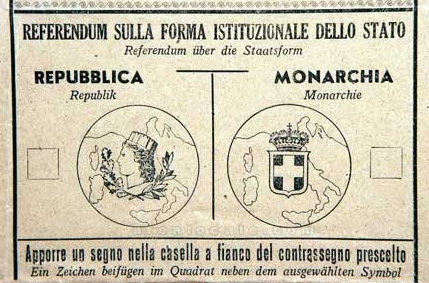

День проголошення Італійської Республіки (італ. Festa della Repubblica Italiana) — це національне італійське свято, засноване на честь проголошення Італійської Республіки. Воно відзначається щороку 2-го червня і є основним святом, що проводиться в Римі. Цей день є дуже значимим для італійок, адже жінкам вперше офіційно дали право голосу.

## Історія
2-го і 3-го червня 1946 року в Італії був проведений інституційний референдум, де італійці повинні були обрати форму державного правління — республіку чи монархію. Референдум було проведено через кілька років після закінчення Другої Світової війни, повалення фашизму та диктатури. Члени королівської родини були вигнані з країни, за зв'язок із фашистським режимом. Це було перше загальне офіційне голосування в Італії. Близько 60 % голосів було на рахунок республіки, це означало, що італійці вирішили остаточно розпрощатися з монархією. Результат референдуму був офіційно ратифікований 18 червня 1946 коли Верховний суд оголосив про народження Італійської Республіки.

## Святкування
Офіційна церемонія святкування передбачає урочисте підняття прапора у Вівтаря Вітчизни і покладання вінка до пам'ятника Невідомому солдату президентом Республіки, у присутності вищих державних посадовців. після виконання гімну, небо над Римом перетинають винищувачі «Єврофайтер», розпорошуючи в повітрі кольори прапора Італії. Офіційні святкування проводяться на всій території країни.
У всьому світі італійські посольства організовують церемонії, на які запрошуються глави приймаючої держави.

## Військовий парад

### Історія
У військовому параді беруть участь усі збройні сили країни, поліцейські сили Республіки, Національної пожежної служби, цивільної оборони та сили італійського Червоного Хреста. Вперше військовий парад був включений у протокол офіційних урочистостей у 1950 році. військовий парад бере участь у ряді військових делегацій ООН, НАТО, Європейського Союзу і представників багатонаціональних підрозділів.. 

### Тематика
Парад щороку має різні теми:
2003 — «Збройні сили в системі міжнародної безпеки для мирного і демократичного розвитку народів»
2004 — «Збройні сили Батьківщини»
2010 — річниця: «Республіка і її збройні сили беруть участь у миротворчих місіях»
2011 — «150-річчя об'єднання Італії»
2012 — парад був присвячений жертвам землетрусу в Емілії
2013 — парад був присвячений «соціальному питанню» домашніх господарств і фірм, які перебувають у тяжкому становищі
2014 — парад був присвячений запуску семестру італійського головування в Європейській Раді
2015 — парад був присвячений сторіччю Великої війни.
2024 — тема параду: «На захист республіки. На службі Батьківщини». 